# Laurent Macquet
Laurent Michel Macquet (Rijsel, 11 augustus 1979) is een Franse voetballer (middenvelder) die sinds 2010 voor de Franse tweedeklasser Vannes OC uitkomt. Eerder speelde hij onder andere voor AS Cannes en Charleroi SC.